# John Weeks
Pour les articles homonymes, voir Weeks.
Ne doit pas être confondu avec John W. Weeks.
John Ralph Weeks, né le 15 juillet 1934 à Bath, est un compositeur britannique.
Il remporte à deux reprises le premier prix de composition du Concours musical international Reine Élisabeth de Belgique.